# Cuaespinós ventreblanc
El cuaespinós ventreblanc (Mazaria propinqua) és una espècie d'ocell de la família dels furnàrids (Furnariidae) i única espècie del gènere Mazaria.

## Hàbitat i distribució
Habita la vegetació riberenca de les terres baixes de l'est d'Equador, est del Perú, nord de Bolívia, Amazònia i nord-est del Brasil i l'extrem sud-est de la Guaiana Francesa.